# Premio Nacional de Cine de Cataluña
El Premio Nacional de Cine de Cataluña forma parte de los Premios Nacionales de Cultura de Cataluña y se concede anualmente por la Generalidad de Cataluña, reconociendo la trayectoria profesional de cada galardonado en su categoría. Tiene una dotación de 18.000 euros.
El premio se concede a través de un jurado que encabeza el Consejero de Cultura y se otorga en una ceremonia realizada entre los meses de septiembre y octubre, presidida por el presidente de la Generalidad, conjuntamente con el resto de los Premios Nacionales de Cultura.
Desde su creación hasta 2004, la categoría se denominaba Premio Nacional de Cine y Audiovisuales. A partir de entonces, ambas categorías se separaron de forma independiente.

## Galardonados
- 1995, Ventura Pons
- 1996, Marta Esteban
- 1997, Antoni Llorens
- 1998, Bigas Luna
- 1999, José Luis Guerín
- 2000, Joaquim Jordà
- 2001, Agustí Villaronga
- 2002, Marc Recha, por la película "Pau i el seu germà"
- 2003, Carles Bosch y Josep Mª Domènech, por la película "Balseros"
- 2004, Isabel Coixet, por la película "Mi vida sin mí"
- 2005, Jordi Balló, como director del "Màster en documental de creació"
- 2006, Marta Balletbò-Coll, por la película "Sevigné"
- 2007, Cesc Gay, por la película "Ficció"
- 2008, José González Morandi y Paco Toledo, por la película "Can Tunis"
- 2009, Pere Portabella, por el documental Mudanza
- 2010, Claudio Zulián, por el documental "A través del Carmel"
- 2011, Judith Colell y Jordi Cadena, por la película Elisa K.
- 2012, Isaki Lacuesta, por la película El cuaderno de barro.